# 十字門

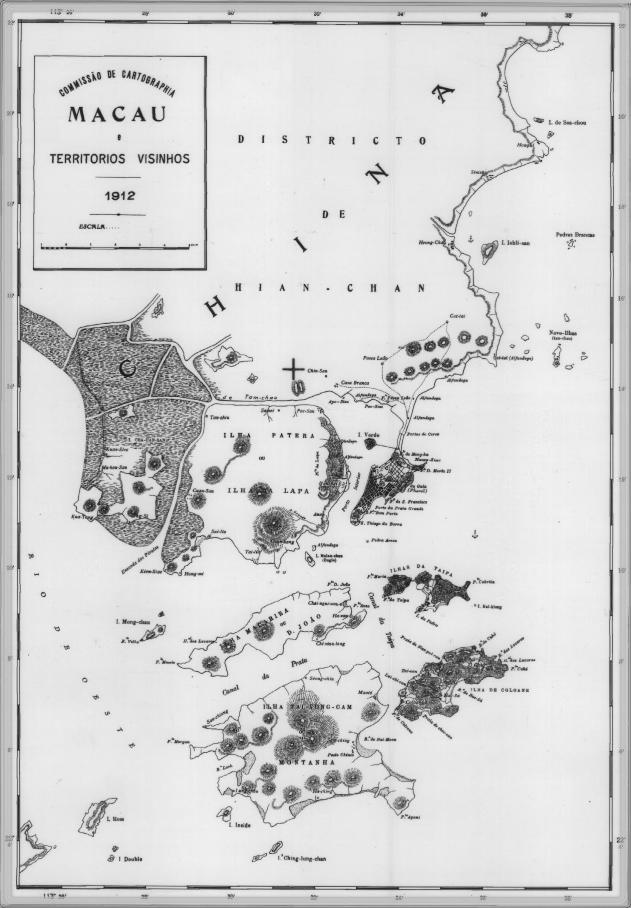
1912年的地圖，可見內、外十字門

十字門（葡萄牙語：Canal da Taipa）舊澳門水域名稱，距澳門半島南部10餘里，指澳門半島、氹仔和路環為東岸，對面山（即今加林山）與大、小橫琴為西岸，中間的水域，曾為葡屬澳门的海域。在明清時期，此水域是外國商船的重要航道及停泊點和對外海防要塞之一。

## 沿革
宋景炎年間，南宋軍與元軍曾在十字門水域發生十字門海戰而載於史冊。據《澳門記略》所載：「濠境澳之名著於《明史》，其曰澳門，則以澳門南有四山離立，海水縱橫貫其中成十字，曰十字門，故合稱澳門。或曰澳門南台、北台、兩山相對如門。」形成十字標誌水域的「四山」指的，分別是路環疊石塘山、氹仔小潭山、大橫琴山和小橫琴山。氹仔、路環和大橫琴、小橫琴之間的水域指外十字門；澳門半島、氹仔、小橫琴和對面山之間的水域則為內十字門。
據《廣東通誌》記載，十字門是通往廣州的重要航道，為來華貿易外國商船的駐泊點，故中國政府曾設十字門汛負責海上防衛，可見十字門為昔日中國的海防要塞之一。在《香山縣志》亦描述其水域狀況：「十字門為最便泊船處，以東面有二高島：南曰九澳，北曰大拔。九澳與大橫琴東北角之間，有甚窄水道，僅深二十四尺。至近大拔處，僅深九尺至十尺。又大拔以西與馬格里勒以東，其間深三拓半至四拓之處，亦便泊船。」，昔日的十字門屬香山縣管轄，外國商船必須經由此水域出入及停泊，中國水師會視察此對外重要水域。十九世紀中，英國人已掌握了十字門的潮汐、風向、淤積等情況。
及至20世紀中期起，廣東省珠海市與澳門先後進行填海工程。珠海方填海連接大、小橫琴島，澳門則興建路氹連貫公路並發展路氹城填海區。自此，外十字門的東、西通道已被堵塞，十字門的十字基本上已不復見，真正的十字門水域已名存實亡，地圖只餘下夾馬口水道之名稱。

## 歷史價值
對中外考古學界而言，由於十字門水域曾發生海戰，其內之沉船存在著重大的歷史價值。不過由於各樣因素，至今仍未進行考古打撈。除此之外，澳門因是廣東海上絲綢之路的港口和東西方國際貿易的中繼港，十字門對明代廣東海上絲綢之路的高度發展起了積極作用。由於十字門所在曾是葡屬航道，荷蘭、英國與葡萄牙亦曾在此澳門水域上進行爭奪。對研究中國歷史和中西方交流史方面，十字門都有其歷史研究價值。